# Kukcojedi
Kukcojedi (Eulipotyphla, ranije Lipotyphla ili Insectivora) su red iz razreda sisavaca.
Kukcojedi filogenetski spadaju u prvobitne više sisavce. Njihovi fosili se nalaze već u razdoblju eocena. Građa tijela fosilnih nalaza pokazuje brojna pleziomorfna obilježja, primjerice u građi nogu koje imaju u pravilu po pet prstiju odnosno pet začetaka prstiju na ekstremitetima i potpuno oblikovanom zubalu. Dijelovi te osnovne građe tijela su vrlo slično izraženi naročito kod zvijeri i primata.
Zubalo predstavlja osnovni tip zubala viših sisavaca i u velikoj mjeri odgovara zubalu zvijeri. Prepoznaju se dugi, šiljasti očnjaci a u području kutnjaka naznake zubi "derača". Njihovo zubalo je – u odnosu na veličinu tijela – posebno snažno, i daleko nadmašuje zubalo velikih zvijeri (lavova, tigrova, vukova i medvjeda). Vrlo su izraženi i mišići za žvakanje.
Kao što već samo ime daje naslutiti, ove životinje se hrane uglavnom kukcima, drugim člankonošcima i crvima. Najveći kukcojedi su ježevi, a najmanji europski sisavac iz tog roda je patuljasta rovka.

## Sistematika
Kukcojedi se dijele u četiri danas živuće i jednu izumrlu porodicu:
- ježevi (Erinaceidae)
- krtice (Talpidae)
- brazdozubi tenreci (Solenodontidae)
- rovke (Soricidae)
- karipske rovke (Nesophontidae) †